# The Sonny Side of Chér
The Sonny Side of Cher è il secondo album in studio da solista della cantante statunitense Cher, prodotto dall'allora marito Sonny Bono.

## Descrizione
Il disco segue la stessa formula dell'album precedente: un mix di cover riarrangiate e pezzi nuovi scritti perlopiù da Sonny esclusivamente per Cher. Il 45 giri piacque, generalmente, sia al pubblico che alla critica, soprattutto per la presenza della hit Bang Bang (My Baby Shot Me Down) (scritta e arrangiata da Sonny) che divenne il più grande successo di Cher da solista degli anni 60; il successo del singolo la lanciò a livello mondiale come una delle più promettenti cantanti del panorama musicale del tempo. La canzone divenne uno dei singoli più famosi e "rifatti" del decennio e lo si sente tuttora in svariate versioni, lingue e remix.
Dal disco venne estratto un altro singolo, sempre scritto da Sonny, che però non ebbe la stessa fortuna del precedente, Where Do You Go.

## Tracce
1. Bang Bang (My Baby Shot Me Down) – 2:50 (Sonny Bono)
2. A Young Girl (Une Enfante) – 3:24 (Brown, Charles Aznavour, Robert Chauvigny)
3. Where Do You Go – 3:21 (Bono)
4. Our Day Will Come – 2:16 (Bob Hilliard, Mort Garson)
5. Elusive Butterfly – 2:33 (Lind)
6. Like a Rolling Stone – 3:59 (Dylan)
7. Old Man River – 2:55 (Hammerstein, Kern)
8. Come to Your Window – 3:06 (Lind)
9. The Girl from Ipanema – 2:18 (de Moraes, Gimbel, Jobim)
10. It's Not Unusual – 2:15 (Gordon Mills, Leslie Reed)
11. Time – 3:21 (Merchant)
12. Milord – 2:42 (Lewis, Marguerite Monnot, Moustaki)

## Classifica
| Chart (1966)            | Classifica |
| ----------------------- | ---------- |
| UK Albums Chart         | 11         |
| Norway Albums Chart     | 17         |
| U.S. Billboard 200      | 26         |
| Copie vendute nel mondo | 3,950.000  |